# Buonconvento
Buonconvento – miejscowość i gmina we Włoszech, w regionie Toskania, w prowincji Siena.
Według danych na rok 2004 gminę zamieszkiwały 3153 osoby, 49,3 os./km².